# سباستین پلزر
سباستین پلزر (انگلیسی: Sebastian Pelzer؛ زادهٔ ۲۴ سپتامبر ۱۹۸۰) بازیکن فوتبال اهل آلمان است.
از باشگاه‌هایی که در آن بازی کرده‌است می‌توان به باشگاه فوتبال دینامو درسدن، باشگاه فوتبال بلکبرن روورز، باشگاه فوتبال کایزرسلاوترن، باشگاه فوتبال روت وایس اهلن، باشگاه فوتبال هانزا روستوک، و باشگاه فوتبال زاربروکن اشاره کرد.
وی همچنین در تیم ملی فوتبال جوانان آلمان بازی کرده‌است.